# إم 36 (مدمرة دبابات)
مدمرة الدبابات إم 36 (بالإنجليزية: M36 tank destroyer) هي مدمِّرة دبّابات أمريكيّة أُستُخدمت خلال الحرب العالمية الثانية ولاحقًا في حروب أخرى. قام تصميم هذه المُدمِّرة على دمج هيكل مدمِّرة الدبّابات إم 10 المبني أساسًا على هيكل دبّابة إم 4 شيرمان، مع برج مدفعيّة جديد ضخم من عيار 90 ملم.

## تاريخ
تم البدء بإنتاج مدمِّرة الدبّابات هذه عام 1943، وقد شاركت في الحرب العالمية الثانية في أوروبا بعدها بعام، وفي الحرب الكورية والحرب العراقية الإيرانية. ويرمز الجنود الأمريكيّون إليها بالرمز (TD) كاختصار بالإنجليزيّة لتدمير الدبّابات.

## وصلات خارجية
- قاعدة بيانات المدمرة (بالإنجليزية)